# Caseros megye
Caseros egy megye Argentína középpontjától északkeletre, Santa Fe tartományban. Székhelye Casilda.

## Népesség
A megye népessége a közelmúltban a következőképpen változott:
| Év   | Lakosság |
| ---- | -------- |
| 2001 | 78 439   |
| 2010 | 82 100   |